# Ingrid De Putter
Ingrid De Putter (Binkom, 30 januari 1957 – Keerbergen, 3 juli 2023) was een Vlaamse journaliste.

## Levensloop
De Putter studeerde in Leuven regentaat Nederlands-Engels-geschiedenis-godsdienst. Ze gaf daarna les als vervanger in diverse scholen. Na twee jaar kon ze aan de slag bij de openbare omroep BRT, waar ze voor teletekst werkte. Toen VTM in 1989 van start ging, verliet ze na acht jaar de VRT en werd bij de nieuwe zender journaliste en een van de presentatrices van VTM Nieuws. Ze presenteerde ook het opsporingsprogramma Oproep 2020 en was als "wijze" te zien in Recht van antwoord.
In 2004 moest ze noodgedwongen stoppen als schermgezicht, vanwege een oogblessure, die het gevolg was van een tak die ze tien jaar eerder in het oog had gekregen. Ze las haar voor het laatst het nieuws op 22 december 2004. Ingrid De Putter ging nadien achter de schermen werken en werd eindredacteur. Ze stapte toen ook in de wijnbranche. Samen met haar man werd ze medeoprichter van Commanderij Leuven, de Leuvense afdeling van de Vlaamse Wijngilde. Ze werd lid van wijnjury's en werd in 2006 verkozen als ambassadeur op de Wine World Taster of the Year, een Vlaams evenement over wijn.
In 2010 verliet ze VTM om medische redenen.
Ze overleed op 3 juli 2023 onverwacht in haar slaap.